# Hulla (Marke)

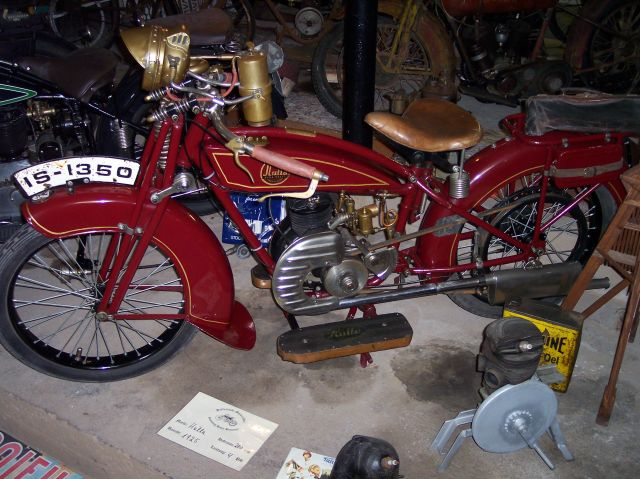
Eine Hulla 200 aus dem Jahre 1925

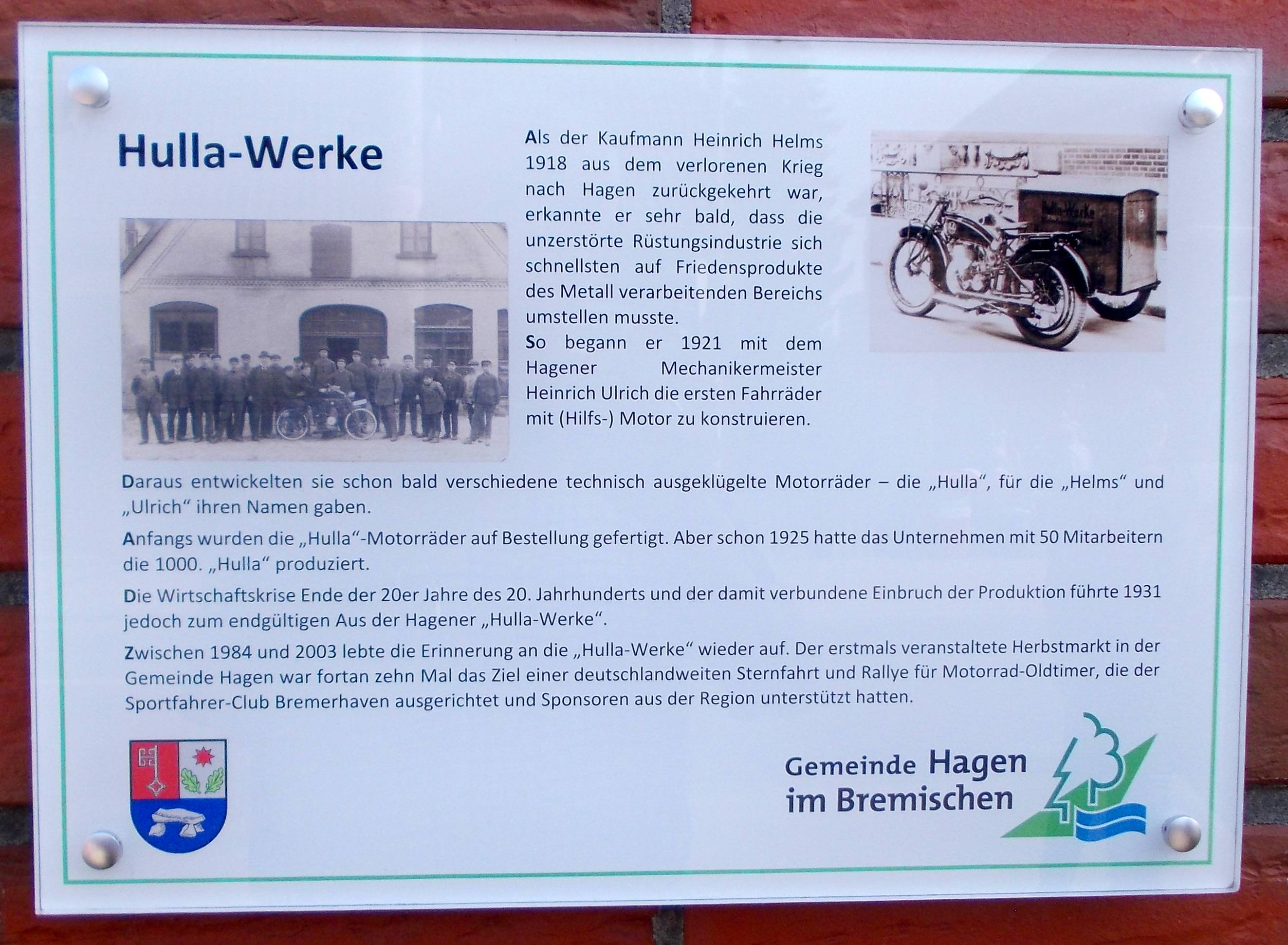
Gedenktafel am Haus am Amtsdamm in Hagen, wo die Hulla-Werke standen

Hulla Fahrzeugwerke für Kleinmotoren war eine deutsche Motorradmarke, die von 1923 bis 1931 in Hagen im Bremischen etwa 6000 Motorräder produzierte.
Der Name Hulla leitete sich von den beiden Firmengründern Ing. Heinrich Helms (Kaufmann) und Heinrich Ulrich (Mechanikermeister) ab.
Das Unternehmen war ein Konfektionär; es wurden DKW-Zweitaktmotoren mit 173 und 298 cm³ sowie JAP-Viertaktmotoren mit 296 cm³ und Seitensteuerung verwendet.